# Wugigarra undanbi
Wugigarra undanbi is een spinnensoort uit de familie trilspinnen (Pholcidae). De soort komt voor in Queensland.